# Minoa murinata
Minoa murinata là một loài bướm đêm thuộc họ Geometridae. Loài này được tìm thấy ở miền nam và Trung Âu, Anatolia, Kavkaz và vùng núi của Trung Á.
Sải cánh dài 14–18 mm. Chiều dài cánh trước là 9–11 mm. Con trưởng thành bay từ tháng 6 đến tháng 8 tùy theo địa điểm.
Ấu trùng ăn loài Euphorbia cyparissias.

## Hình ảnh

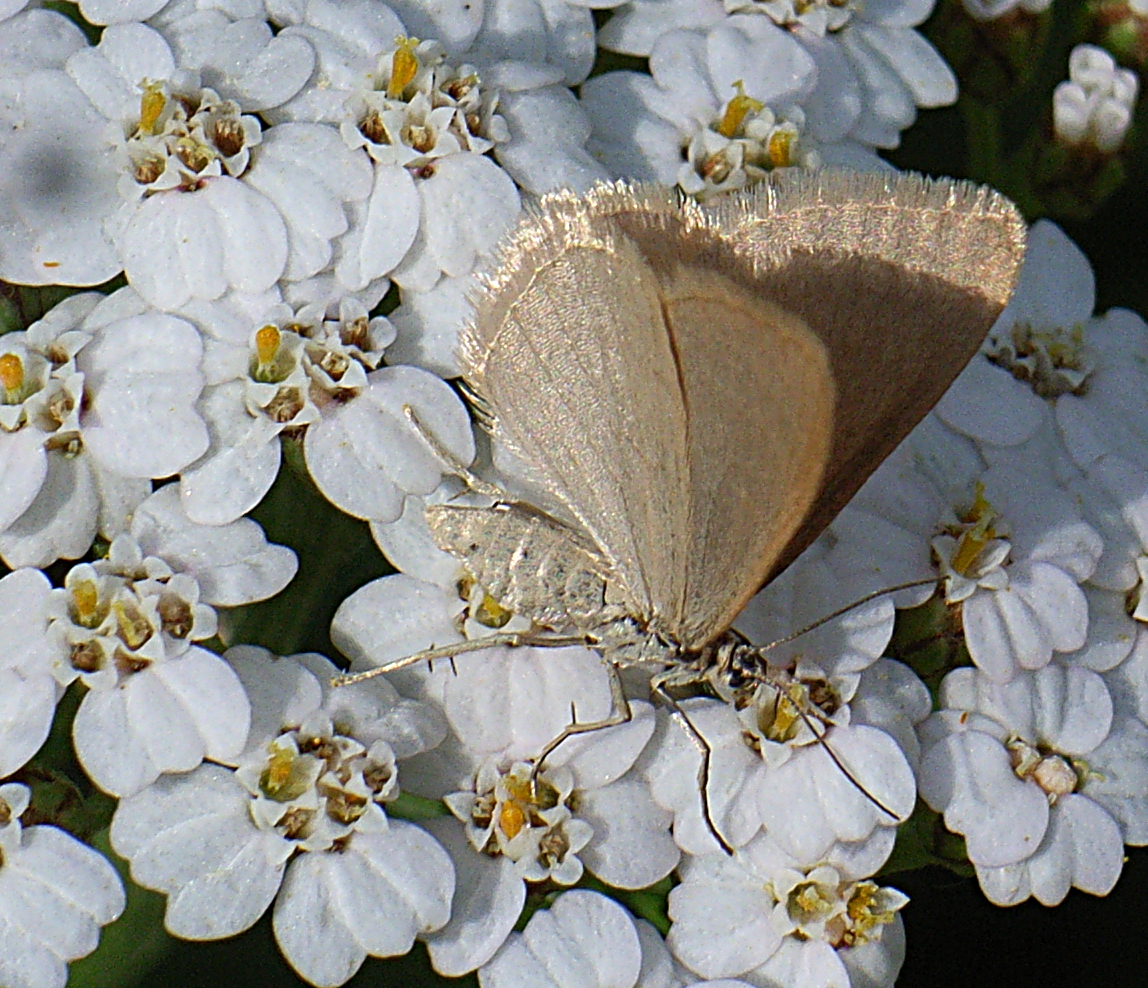
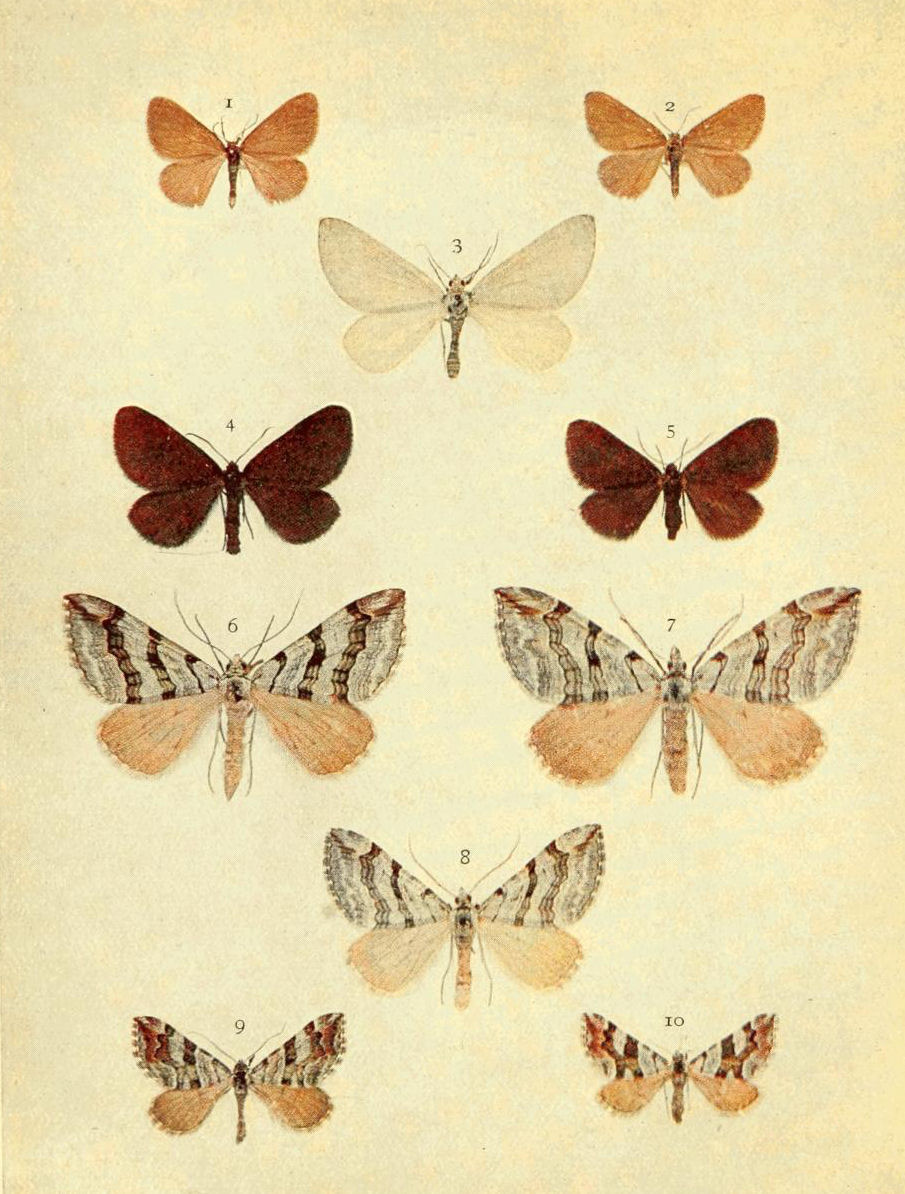